# Parque do Ibirapuera
El Parque do Ibirapuera (o Parque del Ibirapuera) es el más importante y conocido parque de la ciudad de São Paulo, Brasil y es considerado el pulmón verde de la ciudad. Es usado frecuentemente para eventos gubernamentales y privados como así también para actividades artísticas que pueden incluir conciertos.
En extensión solamente es superado por el Parque do Carmo y el Parque Anhanguera, dentro del municipio. Posee un área de 1,58 km² (158 hectáreas) y tres lagos artificiales interconectados que ocupan una extensión de 0,16 km².  
Algunas de sus partes más representativas incluyen la Oca (usada para exhibiciones artísticas), y el lago con fuentes.

## Historia
En idioma tupi, significa palo podrido o árbol podrido, ya que ibirá es árbol y puera se refiere al algo viejo que ya fue.  
La región lacustre de Ibirapuera, fue parte de una aldea indígena en la época de la colonización, y después se convirtió en zona de pastos y granjas.  
En 1920 el entonces alcalde de la ciudad José Pires do Rio, ideó la transformación de aquel lugar en un parque similar a los grandes parques europeos o el Central Park de Nueva York. Sin embargo, la idea quedó frustrada por la naturaleza inundable del sitio hasta que un modesto funcionario del ayuntamiento, Manequinho Lopes, inició en 1927 la plantación de cientos de eucaliptos australianos que permitieron un mejor drenaje del suelo y el control de la excesiva humedad. 

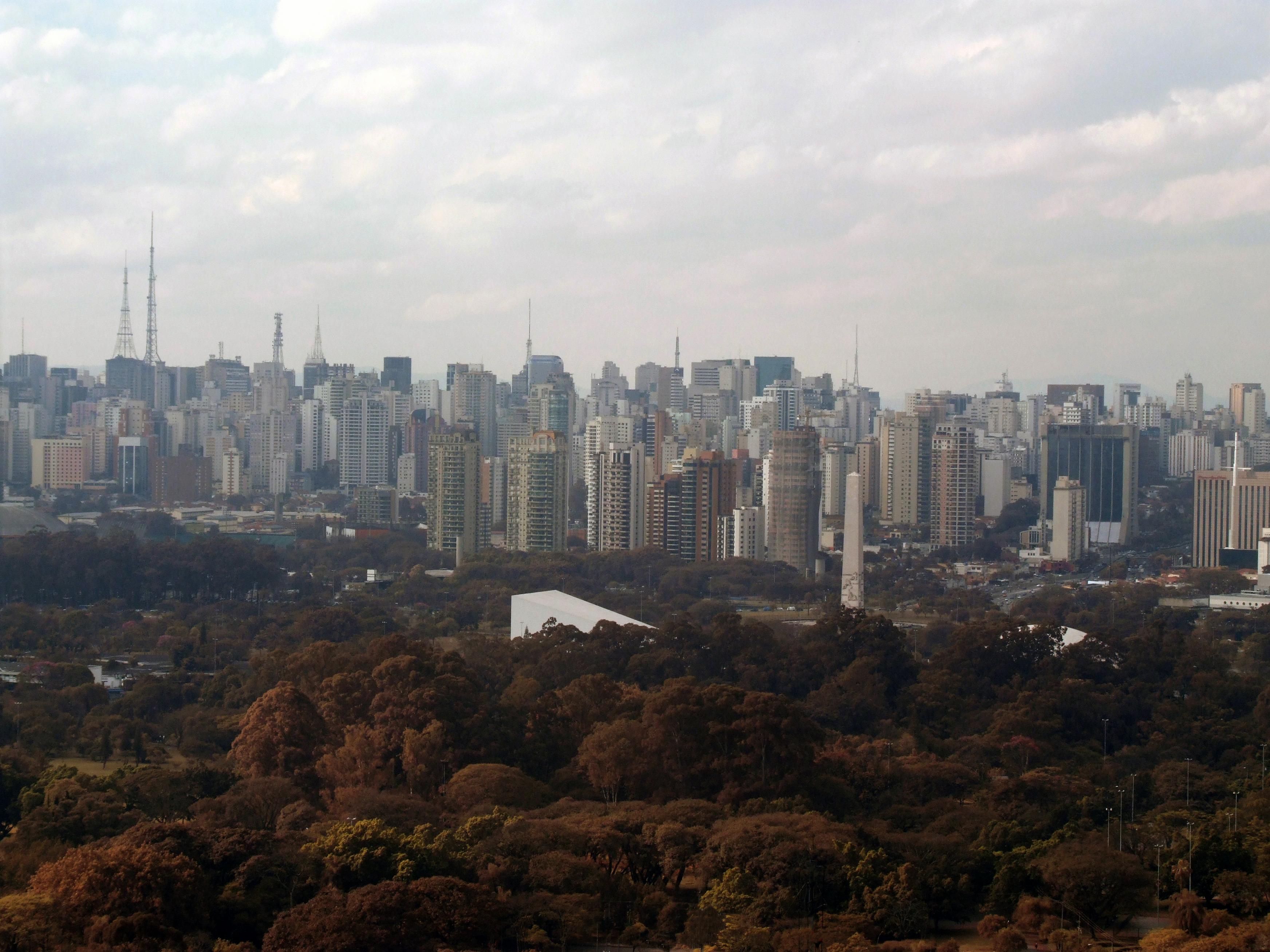
Obelisco, Auditório do Ibirapuera, Paulista al fundo

Finalmente, 1951, el gobernador Lucas Nogueira Garcez constituyó una comisión mixta para que el parque de Ibirapuera se tornase el marco de las conmemoraciones del IV Centenario de la ciudad. La responsabilidad del proyecto arquitectónico recayó en Oscar Niemeyer, y la del proyecto paisajístico en Roberto Burle Marx, mientras que la construcción fue dirigida por el ingeniero agrónomo Otávio Augusto Teixeira Mendes. 
El parque fue inaugurado el 21 de agosto de 1954 para la conmemoración del centenario, pero 7 meses después de lo previsto. Durante la fiesta de inauguración se montaron 640 estantes de 13 estados brasileños y 19 países, sobresaliendo el edificio del Pabellón Japonés que es una réplica del  Palacio Katsura, y todavía se conserva como una de las atracciones del Parque.

## Elementos destacados en el parque

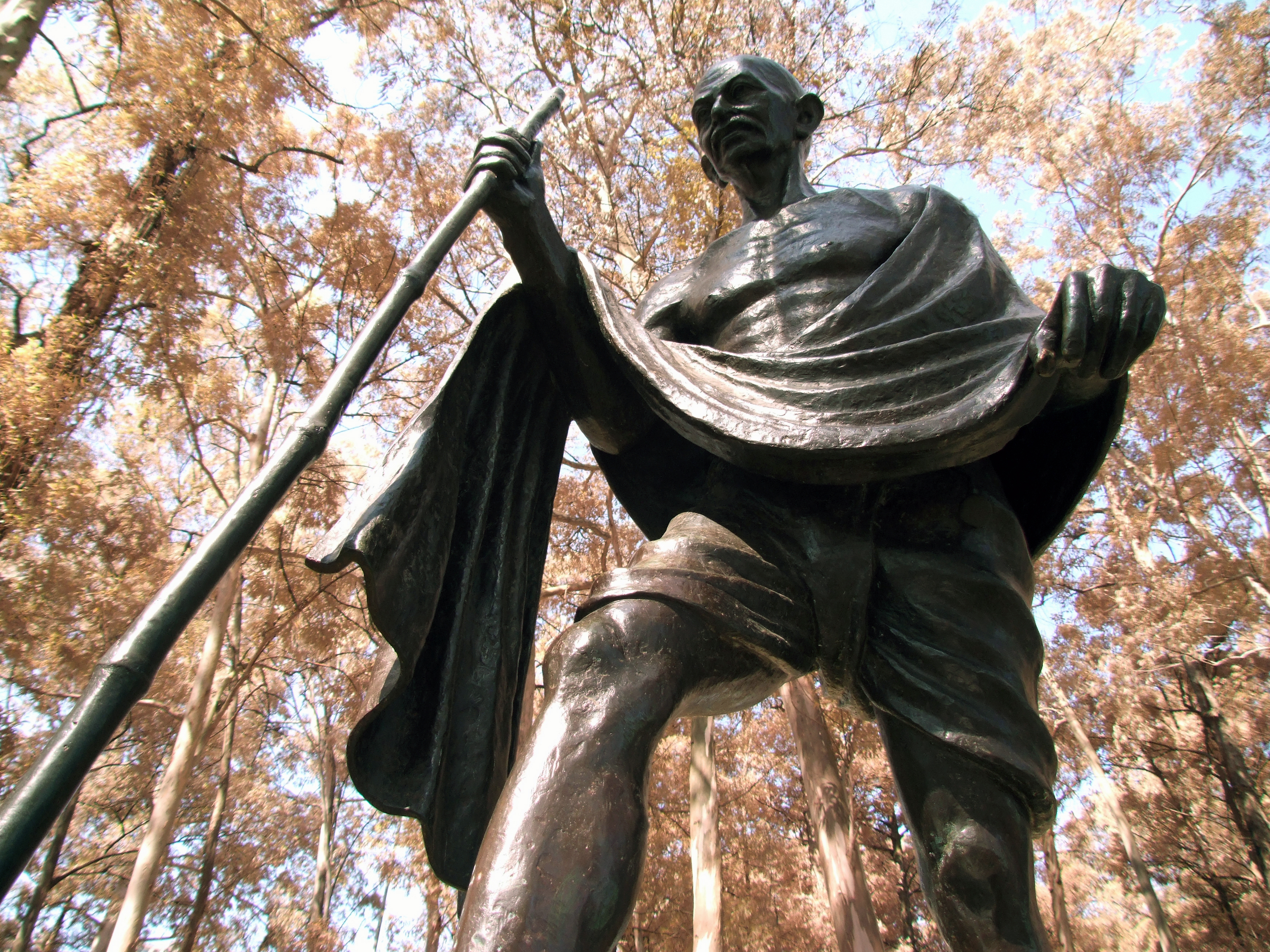
Gandhi, praça Túlio Fontoura, escultura de Gautam Pal

En el parque hay erigidos bastantes elementos arquitectónicos, destacando:
- el Pabellón Japonés;
- el Obelisco de São Paulo, símbolo de la Revolución Constitucionalista de 1932, el monumento de 72 metros de altura es también mausoleo de los estudantes MMDC;
- el Palacio de las Industrias, conocido hoy día como Pabellón Cicillo Matarazzo, actual sede de la Bienal de São Paulo y del Museo de Arte Contemporáneo de São Paulo (MAC).
- el Palacio de las Naciones, conocido como Pabellón Manuel da Nóbrega, que fue sede municipal hasta 1992 y hoy alberga el Museo Afro Brasil;
- el Monumento às Bandeiras, monumento en homenaje a los bandeirantes;
- el Auditorio de Ibirapuera (inaugurado em 2005), diseñado por el arquitecto Oscar Niemeyer;
- el Monumento a Pedro Álvares Cabral, de Pedro Morrone, con ocasión de los 500 años del Descubrimiento de Brasil.